# Marie-Caroline Le Pen

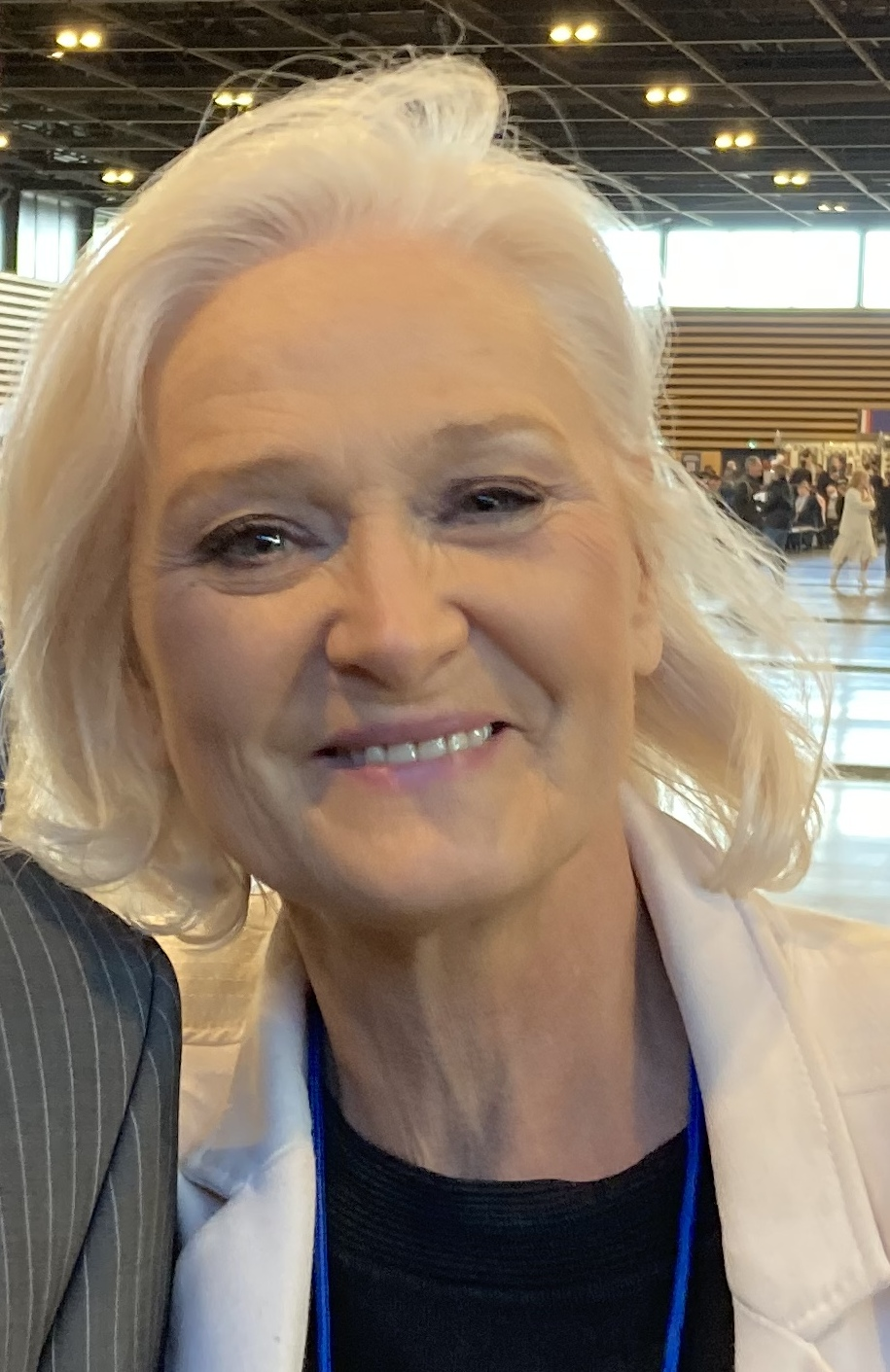
Marie-Caroline le Pen

Marie-Caroline Le Pen (* 23. Januar 1960 in Neuilly-sur-Seine) ist eine französische Politikerin und die älteste der drei Töchter von Jean-Marie Le Pen.

## Leben

### Herkunft
Marie-Caroline Le Pen ist die älteste der drei Töchter von Jean-Marie Le Pen und seiner ersten Frau Pierrette Lalanne. Ihre Schwester ist die französische Politikerin Marine Le Pen. Laut Aussage ihrer Mutter wurden Marie-Caroline und ihre beiden Schwestern vom Kleinkindalter an dazu erzogen, politische Tiere zu sein und so zu denken und zu hassen wie ihr Vater. Ihre Nichte ist Marion Maréchal. Marie-Caroline ist Mutter von drei Kindern, einem Sohn aus erster Ehe mit Jean-Pierre Gendron und einer Tochter und einem Sohn aus zweiter Ehe mit Philippe Oliver.

### Kindheit
Die Familie le Pen wohnte in der 9 rue Poirier in Paris, wobei Marie-Caroline mit ihren Schwestern zwar im gleichen Gebäude, aber getrennt von ihren Eltern in einer separaten Wohnung aufwuchsen. Die drei Mädchen lebten bei einem Kindermädchen, welche sie als große Schwester betrachteten. In der Nacht vom 1. auf den 2. November 1976 wurde im Gebäude ein Bombenanschlag verübt, bei welchem zwar großer Sachschaden entstand, aber niemand uns Leben kam. Später stellte sich heraus, dass der Angriff gegen Jean-Marie Le Pen gerichtet war. Nach dem Anschlag wohnten die Le Pens übergangsweise bei der befreundeten Familie Chevallier. Als der Vater von Marie-Caroline in der Nacht verdächtigte Geräusche am Hauseingang hörte, schoss er mit einem Revolver auf die Umrisse der vermeintlichen Person. Es stellte sich aber heraus, dass es sich bei dem Einbrecher um den Sohn der Chevalliers handelte, der durch Glück unverletzt blieb. Kurz nach ihm traf Marie-Caroline im Haus ein, d. h. ihr Vater hätte vor Furcht vor einem weiteren Anschlag genauso gut auch auf sie schießen können. Kurze Zeit später zog die Familie ins Montretout, ein Anwesen in Saint-Cloud mit einer Villa und mehreren Nebengebäuden und einem großen Park, welches ihr Vater von einem verstorbenen wohlhabenden Anhänger, dem Zementunternehmenserben Hubert Lambert, vermacht bekommen hatte. Das Erbe umfasste darüber hinaus ein Vermögen von geschätzten 30 Millionen Francs und so war das Elternhaus von Marie-Caroline ab diesem Zeitpunkt sehr wohlhabend.

## Politische Karriere

### Frühe Jahre
Le Pen engagierte sich schon in jungen Jahren politisch im Rahmen des Front National und wurde von ihrem Vater innerhalb der Partei mit wichtigen Aufgaben betraut. So assistierte sie Christian Baeckeroot während der Präsidentschaftswahlen 1974, sammelte Unterschriften und wurde mit der Produktion von Videokassetten des Front National beauftragt. Parallel dazu nahm sie ein Pseudonym (Marie-Caroline Duick) an, um Artikel für das Le Figaro Magazine zu schreiben. Später unterstützte sie ihren Vater bei den Nachwahlen zur Nationalversammlung 1983. Zwei Jahre später im Jahr 1985 kandidierte sie selbst für den Kanton Neuilly-sur-Seine-Nord, wo sie im ersten Wahlgang 16,1 % der Stimmen erhielt. Ihr Gegner bei den Wahlen war der Bürgermeister von Neuilly und spätere Staatspräsident Nicolas Sarkozy.
Mehrmals kandidierte Marie-Caroline für die Parlamentswahlen in Frankreich und zwar in den Jahren 1993, 1995 im Wahlkreis Département Hauts-de-Seine und dann nochmals 1997 im Wahlkreis Département Yvelines. 1997 ging sie im ersten Wahlgang als Siegerin hervor und erhielt dabei auch die öffentliche Unterstützung ihres Vaters, der mit ihr zu einer Wahlkampfveranstaltung nach Mantes-la-Jolie fuhr. Dort kam es aber zu einem Zusammenstoß mit Gegendemonstranten über welchen in Frankreich viel berichtet wurde, insbesondere weil Jean-Marie Le Pen die sozialistische Kandidatin gewaltsam packte und einen Gegendemonstranten vor laufenden Fernsehkameras beleidigte. In der zweiten Runde unterlag Marie-Caroline in einem Dreikampf mit 24,09 % der Stimmen.

### Konflikt mit dem Vater
Bei einem Machtkampf innerhalb der Führung des Front National und einer sich anbahnenden Spaltung der Partei im Jahr 1998 wurde der Parteichef Jean-Marie Le Pen gegen seinen Willen von Bruno Mégret und dessen Verbündeten gedrängt, einen Sonderparteitag einzuberufen. Die Forderung wurde auch von Marie-Caroline unterstützt, welche sich in dem Konflikt auf die Seite von Mégret stellte. Als es zur Aufspaltung des Front National kam, verließ sie mit Mégret und mit ihrem Lebensgefährten Philippe Olliver die Partei und schloss sich dem Mouvement national républicain (MNR) an. Dort sollte sie oder ihr Mann eine bedeutende Rolle in der Parteiführung einnehmen. Dies führte zu einem Bruch mit ihrem Vater und dieser verstieß seine einstige Lieblingstochter und angedachte Thronfolgerin öffentlich während einer Fernsehsendung. Er unterstellte dabei Marie-Caroline sogar, für den Zwischenfall in Mantes-la-Jolie verantwortlich gewesen zu sein. Der Kontakt zwischen den beiden brach daraufhin ab und Le Pen nannte seine Tochter nur noch die Verräterin der Familie. Der Konflikt blieb viele Jahre bestehen und noch im Jahr 2013 äußerte sich der Vater öffentlich negativ über seine Tochter Marie-Caroline, diese wiederum nahm 2015 in einem Interview zu dem Streit Stellung und erklärte: Der Streit war immer sein Motor, er hat seine persönliche Rache über alles andere gestellt und Mit Politik hat das nichts zu tun. Er ist im Kampf, um alles zu zerstören. Nichts darf ihn überleben, alles endet bei seiner Person. Erst 2018 versöhnte sich der Le Pen Clan wieder. Als der Gründer des Front National im hohen Alter mit einer schweren Grippe im Krankenhaus lag, erklärte er in einem Interview mit der Zeitschrift Paris Match: Was soll ich sagen, ich bin im Alter der Ablassbriefe. Ich rudere gegen die Strömungen an, aber ich weiß, dass sie mich schließlich in die Stromschnellen tragen werden.

### Späte Jahre
Mit Übernahme des Vorsitzes in der Partei durch ihre Schwester Marine Le Pen im Jahr 2011 kam es zu einer Annäherung der Schwestern und Marie-Caroline unterstützte Marine Le Pen fortan im Wahlkampf. 2016 wurde sie erneut Mitglied des Front National. Als Jordan Bardella im Jahr 2022 als erster Nicht-Le-Pen den Vorsitz des Rassemblement National (ehemals Front National) übernahm, war dieser verlobt mit Nolwenn Olivier, der Tochter von Marie-Caroline. Die Beziehung hielt bis 2024 an.
Zwischen 1992 und 2004 war Le Pen Mitglied des Regionalrats in Frankreich. 2021 wurde Marie-Caroline Le Pen erneut in den Regionalrat der Region Île-de-France gewählt. Im Jahr 2024 unternahm Le Pen ihren mittlerweile fünften Versuch (nach 1997 nochmals 2022) einen Sitz in der französischen Nationalversammlung zu erhalten. Sie trat im Wahlkreis Département Sarthe gegen eine Kandidatin aus dem Linksbündnis an und erhielt im ersten Wahlgang auch die Mehrheit, diese konnte sie aber im zweiten Wahlgang nicht verteidigen und scheiterte knapp.

## Trivia
Die Eltern von Marie-Caroline, Jean-Marie Le Pen und Pierrette Lalanne, heirateten 1960 und trennten sich laut Blick 1984 als Pierrette mit dem Biografen ihres Mannes in einer Nacht-und-Nebel-Aktion aus dem herrschaftlichen Anwesen Montretout in der Gemeine Saint-Cloud auszog und durchbrannte. Die Scheidung wurde offiziell 1987 vollzogen. Le Pen zahlte seiner Frau keinen Unterhalt und meinte in einem Interview, dass diese doch Putzen gehen sollte, falls sie Geld braucht. Das frühere Fotomodell nahm daraufhin ein Angebot des Playboys an und ließ sich mit 52 Jahren in einem frivolen Putzfrauen-Dress für das Magazin fotografieren. Die Überschrift des Artikels lautete Madame Le Pen beim Putzen, während sie nackt ist und auch ein Bild von ihr wurde auf dem Cover der Ausgabe abgebildet. Der Playboy-Verlag erwartete bereits einen guten Abverkauf des Heftes und ließ vorsorglich 100.000 Exemplare mehr als üblich drucken (Gesamtauflage 250.000 Hefte), aber auch dies war zu wenig und man druckte nochmal 150.000 Exemplare nach. Ihre Kinder, und besonders die damals 15-jährige Marine Le Pen, waren von der Veröffentlichung sehr schockiert und brachen für fünfzehn Jahre den Kontakt zur Mutter ab. Als die Pierrette Lalanne ohne Pension war und bei Freunden unterkommen musste, kam es zu einer Versöhnung mit den Töchtern, wobei der erste Kontakt zu Marie-Caroline aufgebaut wurde. Die Schwestern mieteten eine Wohnung für Pierrette und überredeten den Vater, die Mutter erneut bei sich aufzunehmen. Jean-Marie Le Pen stimmte dem zu und erlaubte seiner Ex-Frau in einem Pavillon auf dem Familienanwesen in Montretout zu wohnen. Diese veröffentlicht daraufhin eine Presseerklärung, in welcher sie ihre früheren negativen Äußerungen über ihren Ex-Mann bedauerte.